# George Mecham
Pour les articles homonymes, voir Mecham.
George Frederick Mecham, né le 14 novembre 1827 à Cobh et mort le 17 février 1858 à Honolulu, est un officier de marine et explorateur irlandais.

## Biographie
George Frederick Mecham est né en 1827 à Cobh en Irlande.
Il entre dans la Royal Navy en 1841 et est promu lieutenant le 8 mars 1849. Il sert alors de 1850 à 1852 sur le HMS Assistance commandé par Erasmus Ommanney puis, de 1852 à 1854 sur le HMS Resolute d'Henry Kellett dans des expéditions à la recherche de John Franklin disparu en tentant de franchir le passage du Nord-Ouest.
En 1853, il découvre les îles Prince Patrick et Eglinton, qu'il cartographie au printemps de la même année. Il découvre sur ses îles un grand nombre d'arbres fossiles montrant ainsi que le climat a dû être plus cléments autrefois.
Promu commander le 21 octobre 1854, il dirige le HMS Salamander sur la côte ouest de l'Afrique de 1855 à 1857, puis le HMS Vixen dans le Pacifique à partir de 1857.
Il meurt d'une bronchite le 17 février 1858 à Honolulu.